# Фонтаниле (Варезе)
Фонтаниле је насеље у Италији у округу Варезе, региону Ломбардија.
Према процени из 2011. у насељу је живело 6 становника. Насеље се налази на надморској висини од 245 м.